# Podpeca
Podpeca – wieś w Słowenii, gmina Črna na Koroškem. 1 stycznia 2017 liczyła 197 mieszkańców.